# Hamlet (Nebraska)
Hamlet é uma vila localizada no estado americano de Nebraska, no Condado de Hayes.

## Demografia
Segundo o censo americano de 2000, a sua população era de 54 habitantes.
Em 2006, foi estimada uma população de 52, um decréscimo de 2 (-3.7%).

## Geografia
De acordo com o United States Census Bureau, a localidade tem uma área de 0,9 km², sem área coberta por água. Hamlet localiza-se a aproximadamente 865 m acima do nível do mar.

## Localidades na vizinhança
O diagrama seguinte representa as localidades num raio de 32 km ao redor de Hamlet.